# The Burning (Crown of Thorns)
The Burning è il primo album in studio del gruppo musicale svedese Crown of Thorns, poi rinonimato The Crown. L'album è stato pubblicato nel 1995.

## Tracce
1. Of Good and Evil – 3:27
2. Soulicide Demon-Might – 2:42
3. Godless – 4:00
4. The Lord of the Rings – 3:16
5. I Crawl – 5:16
6. Forever Heaven Gone – 3:29
7. Earthborn – 3:45
8. Neverending Dream – 4:01
9. Night of the Swords – 2:03
10. Candles – 6:35
11. Forget the Light – 6:33

## Formazione
- Magnus Olsfelt - basso
- Janne Saarenpää - batteria
- Marcus Sunesson - chitarra
- Marko Tervonen - chitarra
- Johan Lindstrand - voce